# Las gemelas (1961)
Las gemelas é uma telenovela mexicana, produzida pela Televisa e exibida em 1961 pelo Telesistema Mexicano.

## Elenco
- Beatriz Aguirre ... Paula/Amelia
- Rafael Bertrand ... Carlos
- Magda Guzmán
- Carlos Agostí
- Eduardo Noriega